# 트랙터 드라이버
트랙터 드라이버(Tractor-Drivers, Traktoristy)는 소련에서 제작된 이반 피리예프 감독의 1939년 드라마, 코미디 영화이다. 마리나 레디니나 등이 주연으로 출연하였다.

## 출연

### 주연
- 마리나 레디니나
- 니콜레이 크루츠코프